# Conservatory Garden
El Conservatory Garden és l'únic jardí francès de Central Park, a Nova York. D'una superfície de 2,42 hectàrees, treu el seu nom d'un antic hivernacle (en anglès conservatory) que va ser construït al mateix indret el 1898 i destruït el 1934. L'antic jardiner en cap del parc utilitzava aquests hivernacles per a conservar la llenya procedent de la tala dels arbres del parc. Un cop l'hivernacle va tancar les portes el 1937, el jardí va ser obert al públic.
El Conservatory Garden està compost de tres parts ben diferents, originalment procedents de plànols de Gilmore D. Clarke, l'antic arquitecte paisatgista de Robert Moses, però retocades amb èxit als anys 1980. És accessible pel Vanderbilt Gate (porta Vandervilt) situat a la Cinquena Avinguda a nivell del carrer 105è. En una època, aquesta mateixa porta donava accés al pati del castell de Cornelius  Vanderbilt II, que era el major casal de la Cinquena Avinguda, construït durant el Gilded Age (edat d'or que va seguir la  guerra de Secessió). El parc del castell s'estenia fins al nivell del Plaza Hotel, situat a l'actual extrem sud-est de Central Park. Les portes de la propietat eren obra de George Browne Post, que les va fer importar de París. Un cop salvades les escales situades darrere l'entrada, el Conservatory Garden es presenta sota la forma d'una gespa simètrica, delimitada per boscos de teix, i adornada per una única font.